# 모린 티피

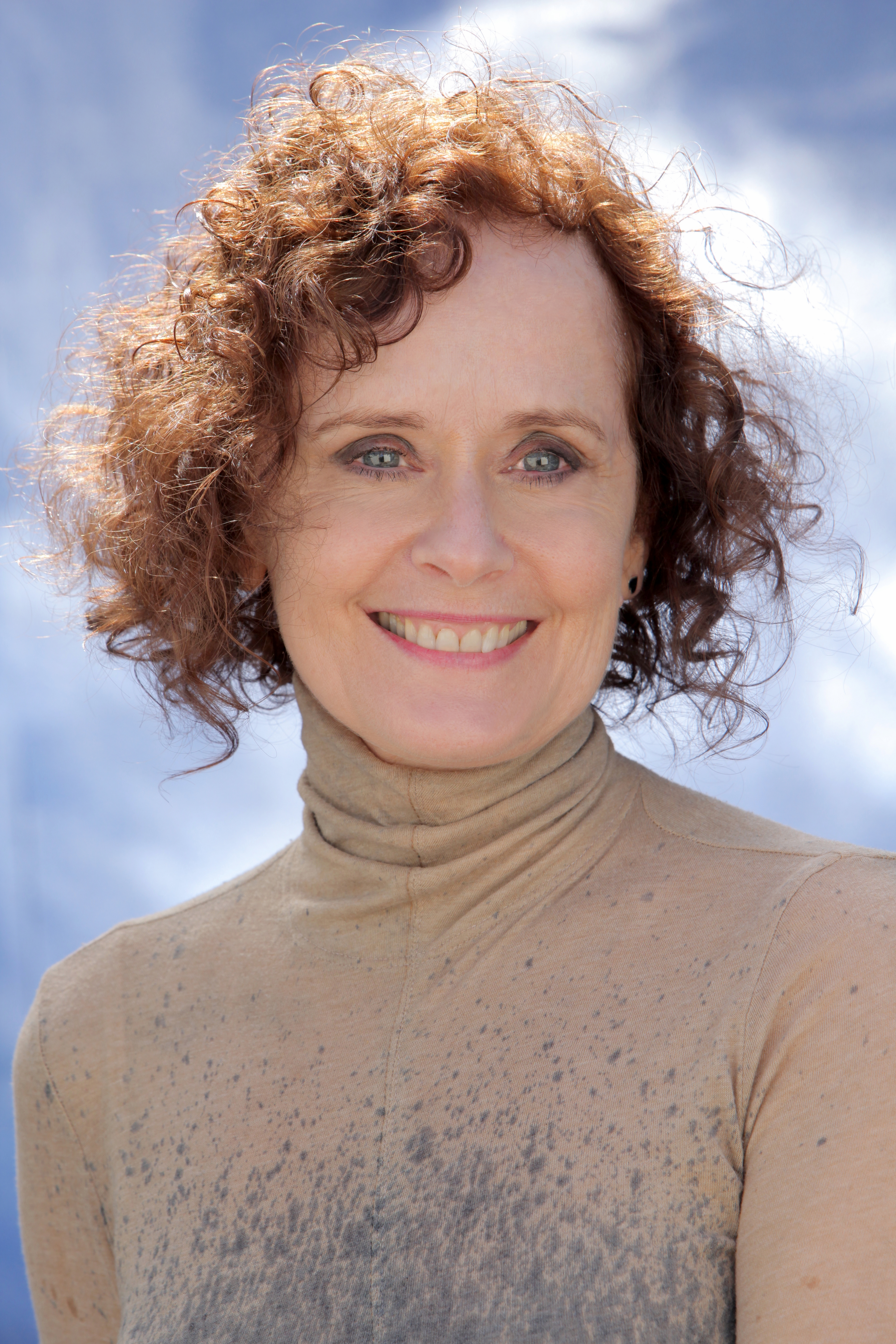

모린 티피(Maureen Teefy, 1953년 10월 26일 ~ )는 미국의 성우, 연극 배우, 텔레비전 배우, 영화배우이다.
미니애폴리스에서 태어났다.

## 영화
- 스타 타임 (1992년)
- 위기의 핵폭발 (1988년)
- 할리우드 차차차 (1988년)
- 슈퍼걸 (1984년) - 루시 레인 역
- 그리스 2 (1982년) - 샤론 역
- 페임 (1980년) - 도리스 핀섹커 역